# Michael Torckler
Michael Torckler (* 12. April 1987) ist ein neuseeländischer Radrennfahrer.
Michael Torckler gewann 2007 die Twin Peaks Tour und wurde Zweiter der Gesamtwertung bei der Tour de Vineyards. In der Saison 2009 wurde er neuseeländischer U23-Meister im Einzelzeitfahren und im Straßenrennen belegte er Platz zwei. 2010 gewann Torckler zwei Etappen bei der Hawkes Bay 2 Day Tour und wurde auch Erster der Gesamtwertung. Bei der Tour of Wellington gewann er eine Etappe und die Gesamtwertung. 2012
gewann er die Gesamtwertung und eine Etappe der Tour of Borneo.

## Erfolge
2009
- Neuseeländischer Meister – Einzelzeitfahren (U23)

2010
- Gesamtwertung und eine Etappe Tour of Wellington

2012
- Gesamtwertung, Punktewertung und eine Etappe Tour of Borneo

2013
- Bergwertung Tour of Utah

## Teams
- 2011 PureBlack Racing
- 2012 PureBlack Racing Team
- 2013 Bissell Cycling
- 2014 Team SmartStop
- 2015 Team Budget Forklifts